# Ravenea hildebrandtii
Ravenea hildebrandtii är en enhjärtbladig växtart som beskrevs av Hermann Wendland och Carl David Bouché. Ravenea hildebrandtii ingår i släktet Ravenea och familjen Arecaceae. IUCN kategoriserar arten globalt som starkt hotad.
Artens utbredningsområde är Komorerna. Inga underarter finns listade i Catalogue of Life.